# Pierre Weiss (generale)
Pierre Théodore Weiss (Nancy, 17 ottobre 1889 – Antibes, 8 agosto 1970) è stato un generale, aviatore e scrittore francese, veterano della prima guerra mondiale, negli anni trenta del XX secolo si distinse per aver organizzato i collegamenti aerei nell'Africa coloniale francese. Ha volato per un totale di 8.000 ore di volo, vincendo la Coppa Bibescu nel 1928.

## Biografia

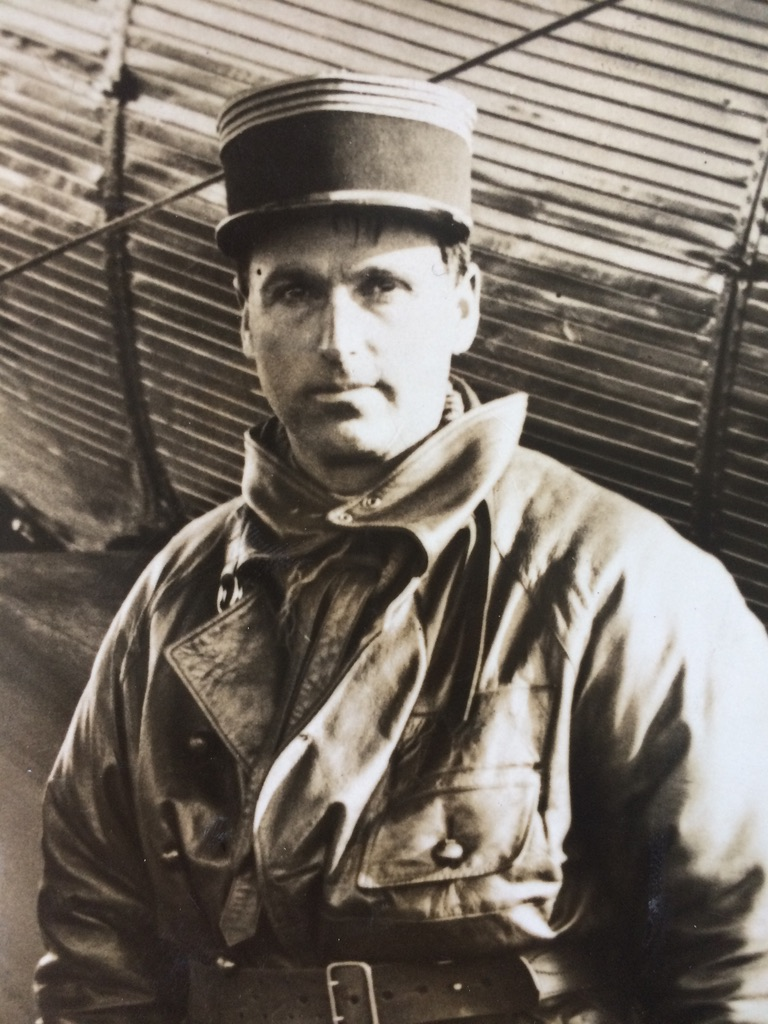
Il comandante Weiss di ritorno da un raid aereo.

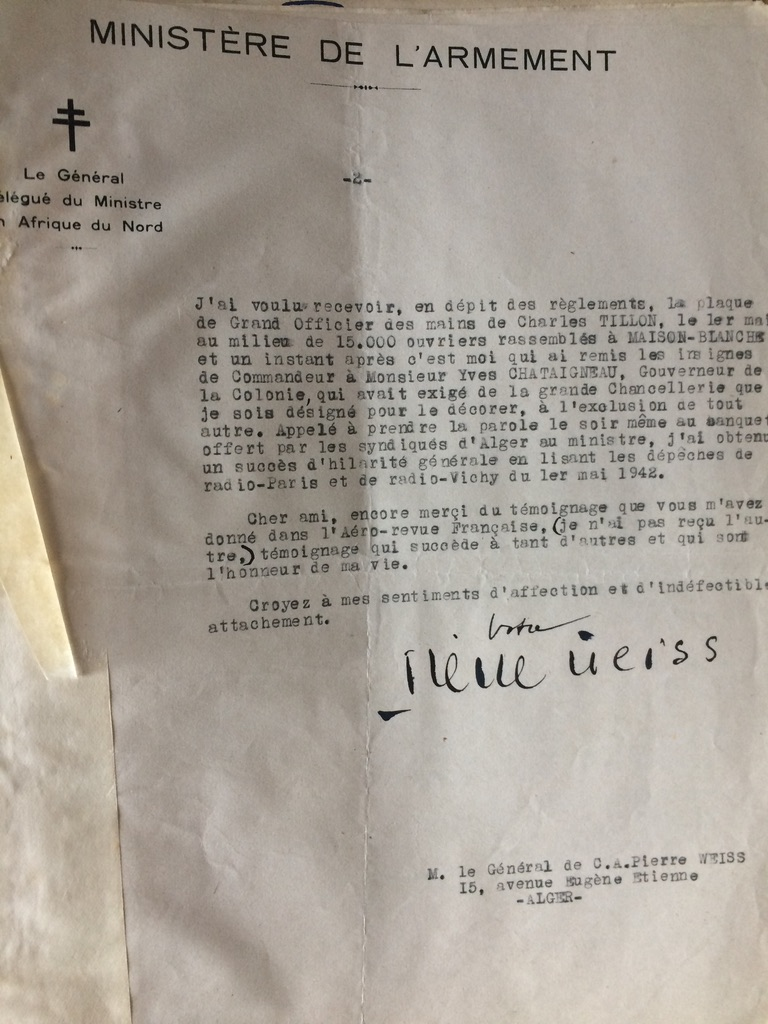
Lettera al colonnello Paquier cui annunciava la sua elevazione alla dignità di Grande ufficiale della Legion d'onore per decisione del ministro Charles Tillon

Nacque a Nancy il 17 ottobre 1889. Dopo aver effettuato studi di giurisprudenza presso l'università della Lorena, si stava avviando ad intraprendere la professione di avvocato quando scoppiò la prima guerra mondiale.
Mobilitato come sottotenente dei cacciatori, nel 1915 passò all'aviazione militare, conseguendo il brevetto di pilota militare nel gennaio dello stesso anno. Mandato al fronte comandò le Escadrille F 71, Spad 90 e il Gruppo squadriglie della VIIIe Armée.
Al termine della guerra era decorato con la Croix de guerre 1914-1918 con sette citazioni e con la Croce di Cavaliere e poi di Ufficiale della Legion d'onore.  Dopo la fine delle ostilità rimase in aviazione, e nel 1923 effettuò il primo rifornimento in volo tra due aerei realizzato in Francia.  Sul numero di dicembre de L'Aérophile apparve la notizia: Il capitano Pierre Weiss, che ha appena effettuato il primo tentativo francese di rifornimento in volo, è uno dei piloti più importanti della nostra aviazione militare. Insieme al maresciallo Van Candenbergh stabilì il record di velocità sulla Parigi-Marsiglia in 3h 10', e sempre con Van Candenbergh il 13 febbraio 1924 volò per 700 chilometri sul circuito Le Bourget-Metz-Le Bourget, mentre infuriava la tempesta di neve.
Nel 1924 e 1925 effettuò voli verso il Nord Africa,  l'Asia Minore, Angora, e il Portogallo.
Nel 1926 velò verso la Norvegia, e poi la Svezia, e nel 1927 compì un volo di 8.000 km toccando la Russia e il Caucaso, insieme con Jean Assollant.
Il 21 maggio 1927 assistette, in compagnia del sergente de Troyer, all'atterraggio di Charles Lindbergh all'aeroporto di Le Bourget. I due riuscirono a strapparlo alla folla, e fatto salire su una autovettura Renault lo portarono nell'ufficio del comandante della base. 
Dopo aver effettuato voli ad alta quota, con velivoli dotati di turbocompressori, nel 1928 vinse la Coppa Bibescu, in coppia con Lucien Girier, collegando Parigi a Bucarest.
Nel 1929 batté a Etampes il record mondiale di velocità su un circuito chiuso volando su un Bréguet Bre.19 per 5.000 chilometri, in 27 ore di volo alla media di 190 km/h, con il maggiore Lucien Girier. Nel luglio dello stesso anno fu pilota personale dal generale Louis Marie Joseph de Goÿs de Mézeyrac per la sua missione in Spagna e Portogallo.
Nel 1930 realizzò con Girier il primo collegamento aereo Parigi-Pondicherry e ritorno, un volo di 9.230 km compiuto all'andata in 8 tappe (17-28 gennaio) e nel ritorno in cinque (4-8 febbraio), terminando a Roma a causa di un guasto. Nel luglio dello stesso anno fu pilota personale del generale Émile Hergault, ispettore dell'aeronautica, durante il suo viaggio di 10.000 chilometri in Nord Africa.
Assegnato al servizio storico dell'esercito, venne promosso tenente colonnello il 25 dicembre 1930, e poi trasferito l'8 settembre 1931 al 1º Gruppo aeronautico d'Africa ad Algeri, si occupò allora di organizzare la penetrazione aerea del deserto del Sahara. In particolare, sarà il primo a sorvolare l'Hoggar. Organizza il primo collegamento aereo postale con Gao, e il primo collegamento aereo tra Parigi e il Ciad.
Nel giugno 1932 era a Biskra, con il generale Simon Joseph Charles Sarton du Jonchay durante la sosta forzata e definitiva di Léna Bernstein. Rimase al comando del 1º Gruppo aeronautico d'Africa fino al 1934, e il 25 settembre dello stesso anno fu promosso colonnello posto al comando della 31ª Demi-Brigade aerea.
Nel febbraio 1935 entrò nello stato maggiore dell'Armée de l'air dell'Aeronautica Militare, dove era in particolare responsabile della direzione della Rivista del ministero. Mantenne questo incarico fino al giugno 1936, cioè il giorno dopo l'avvento al potere del primo governo del Fronte Popolare. Dopo aver comandato la 8ª Brigata aerea di Nancy, fu promosso generale di brigata il 2 luglio 1938. Nell'ottobre dello stesso anno entrò nel Centre des hautes études aériennes (Centro di alti studi aerei) e fu distaccato presso il gabinetto di Guy La Chambre, allora ministro dell'aeronautica nel governo Édouard Daladier come Capo del coordinamento dei servizi di stampa e propaganda, Ministero dell'Aeronautica, incarico che ricoprì fino al 1 luglio 1939. Fu poi Assistente ispettore della preparazione pre e post militare, presso l'Ispettorato per l'addestramento aereo superiore.
Dal marzo al giugno 1940 fu comandante della V Regione militare (Algeri), e promosso generale di divisione aerea il 1º agosto 1940 assunse il comando della regione aerea della Tunisia, posizione che mantenne fino al 25 settembre 1940. Messo a disposizione, fu posto in congedo amministrativo il 16 ottobre 1940, per non aver reso gli onori militari alla commissione armistiziale italiana, e in congedo assoluto il 17 ottobre 1942.
Unitosi alla Francia libera fu richiamato in servizio attivo il 22 ottobre 1943.
Nel marzo 1944 ricopriva l'incarico di commissario governativo ad Algeri, e fu lui, in tale veste, a pronunciare la requisitoria durante il processo tenutosi preso il tribunale militare contro l'ex ministro dell'interno del governo di Vichy Pierre Pucheu, chiedendo per lui la condanna a morte. Il 13 aprile 1944 il governo di Vichy gli ritirò la nazionalità francese confiscandogli tutti i suoi beni.
Dal 1º settembre 1944 al 24 giugno 1945 comandò la V Regione aerea di Algeri. Dopo la fine della guerra fu delegato in Algeria per il ministro degli armamenti Charles Tillon che lo elevò alla dignità di Grande ufficiale della Legion d'onore nel 1946.  Posto in congedo il 1º marzo 1945 esercitò la professione di avvocato presso la Corte d'appello di Algeri, e dal 1948 sostenne l'uguaglianza politica tra tutti gli algerini senza distinzione di origine. Lasciò l'Algeria dopo la proclamazione dell'indipendenza per stabilirsi ad Antibes, dove si spense l'8 agosto 1970.

## Pubblicazioni
- Pinsard chez les boches, Berger-Levrault, Paris, 1925.
- Les Charmeurs de nuages. Notes pour servir à l'histoire des énergies de l'air, Paris, Louis Querelle éditeur, 1928.
- La Bataille de l’Atlantique. Notes pour servir à l'histoire des énergies de l'air, Paris, Eugène Figuière éditeur, 1928.
- L'Espace. Notes pour servir à l'histoire des énergies de l'air, Paris, Louis Querelle éditeur, 1929.
- Le poitrail bleu du Sagittaire, Paris, Louis Querelle éditeur, 1931
- Cidna ou l'express d'Istambul, Paris, Louis Querelle éditeur, 1932.
- L’hallucinante Afrique Française, Paris, Louis Querelle éditeur, 1934.
- Le Secret du sud, Paris, Berger-Levrault, 1937.
- Escales et Paysages, Paris, Grasset, 1939.
- La guerre du ciel, Flammarion, Editeur, Paris, 1940.
- Les Contes du croissant de lune, Alger, Chaix, 1942.

### Annotazioni
1. ↑  Il generale Victor-Léon-Ernest Denain era allora ministro dell'aeronautica nel gabinetto Pierre-Étienne Flandin.

### Fonti
1. 1 2 3 4 5 6 7 8 9 10 11  Generals.
2. 1 2 3 4 5 6  Bibert.
3. 1 2 3 4 5 6 7 8 9  Bibert.
4. 1 2 3 4 5 6 7 8 9 10 11 12 13 14 15  Beilot 2001, p. 223.
5. ↑  Marck 1980, p. 428.
6. 1 2  Mancini 1936, p. 607.
7. ↑  Mancini 1936, p. 86.